# Anna Rosalie Boch
Anna Rosalie Boch (Saint-Vaast, Hainaut, 10 de febrer de 1848 - Brussel·les, 25 de febrer de 1936) va ser una pintora belga.

## Biografia
Participa del moviment puntillista, neoimpresionista. Alumna de Isidore Verheyden, va ser influenciada per Théo van Rysselberghe, que va trobar en el grup de Les XX (Els Vint).

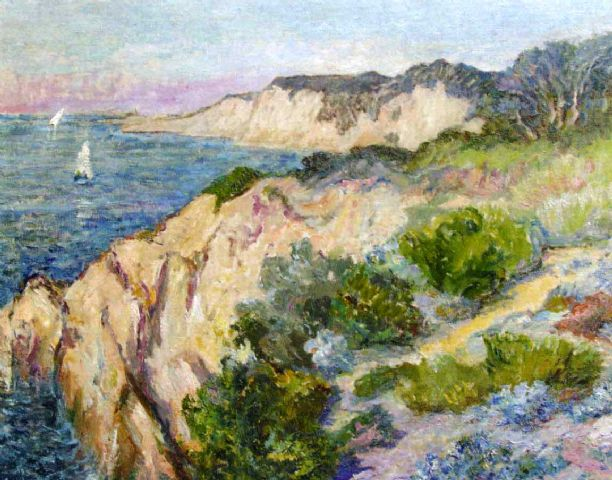
Côte de Bretagne Anna Boch.

Sense comptar les seues pròpies obres Anna Boch tenia una de les col·leccions de pintures impressionistes més importants de la seua època. Ella va promoure a joves artistes com Vincent van Gogh, a qui ella admirava pel seu talent. Vincent era amic del seu germà Eugène Boch, li va comprar el quadre La vinya vermella per la suma de 400 francs; però també van Gogh va vendre altres 2 més en tota la seua vida, Pont de Clichy, i finalment un Autoretrat. La col·lecció d'Anna Boch va ser venuda després de la seua mort, i segons el seu desig, els recursos s'usaren per donar suport al retir dels seus pobres amics artistes.

## Obres
- Dunes au soleil, 1903[7]